# جون ليا
جون ليا (بالإنجليزية: John Leah)‏ (3 أغسطس 1978 في المملكة المتحدة - ) هو مدرب كرة قدم ولاعب كرة قدم بريطاني في مركز الوسط. لعب مع ذا نيو سينتس ونادي إيرباص يو كاي بروتون ونادي ريل ونادي نيوتاون ودارلينجتون إف سى.

## وصلات خارجية
- جون ليا على موقع قاعدة بيانات كرة القدم.إي يو (الإنجليزية)
- جون ليا على موقع Soccerbase.com (لاعب) (الإنجليزية)